# Piteraq
En Piteraq er en kold faldvind, en katabatisk vind, som undertiden opstår især ved Tasiilaq (tidligere Angmagssalik) på den grønlandske østkyst. Den opstår som regel når der på indlandsisen ophober sig kold luft, der er afkølet ved udstråling.
Denne iskolde luft får af og til et lille 'puf' af fronter, der fra vest passerer over isen, og den vælter så at sige ned fra isen mod kysterne. Luften opvarmes og udtørres undervejs, men da den oprindeligt er ekstremt kold vil den, selv om den opvarmes med op til 10-15°, være meget kold og knastør.

## Typisk temperatur sommer og vinter
Om vinteren hvor en Piteraq som regel er værst, kan temperaturen typisk være mellem -10 og -20 grader Celsius og vindstyrken typisk være mellem 50 og 80 m/sek.
Om sommeren er det sædvanligvis ikke nær så slemt, her kan temperaturen være mellem 0 og 10 grader Celsius og vindstyrken "kun" mellem 20 og 40 m/sek.
Piteraq om sommeren kan dog stadig være alvorlig.
I august 2010 overraskerede en piteraq en gruppe kajakroere i fjordsystemet ved Scoresbysund.

## Henvisning
1. ↑  "Piteraq". dmi.dk. DMI. 8. januar 2019. Hentet 7. februar 2021.
2. ↑  Karen Nielsen (11. august 2010). "Fly eftersøger kajakroere i Grønland". dr.dk.